# Горована маврикійська

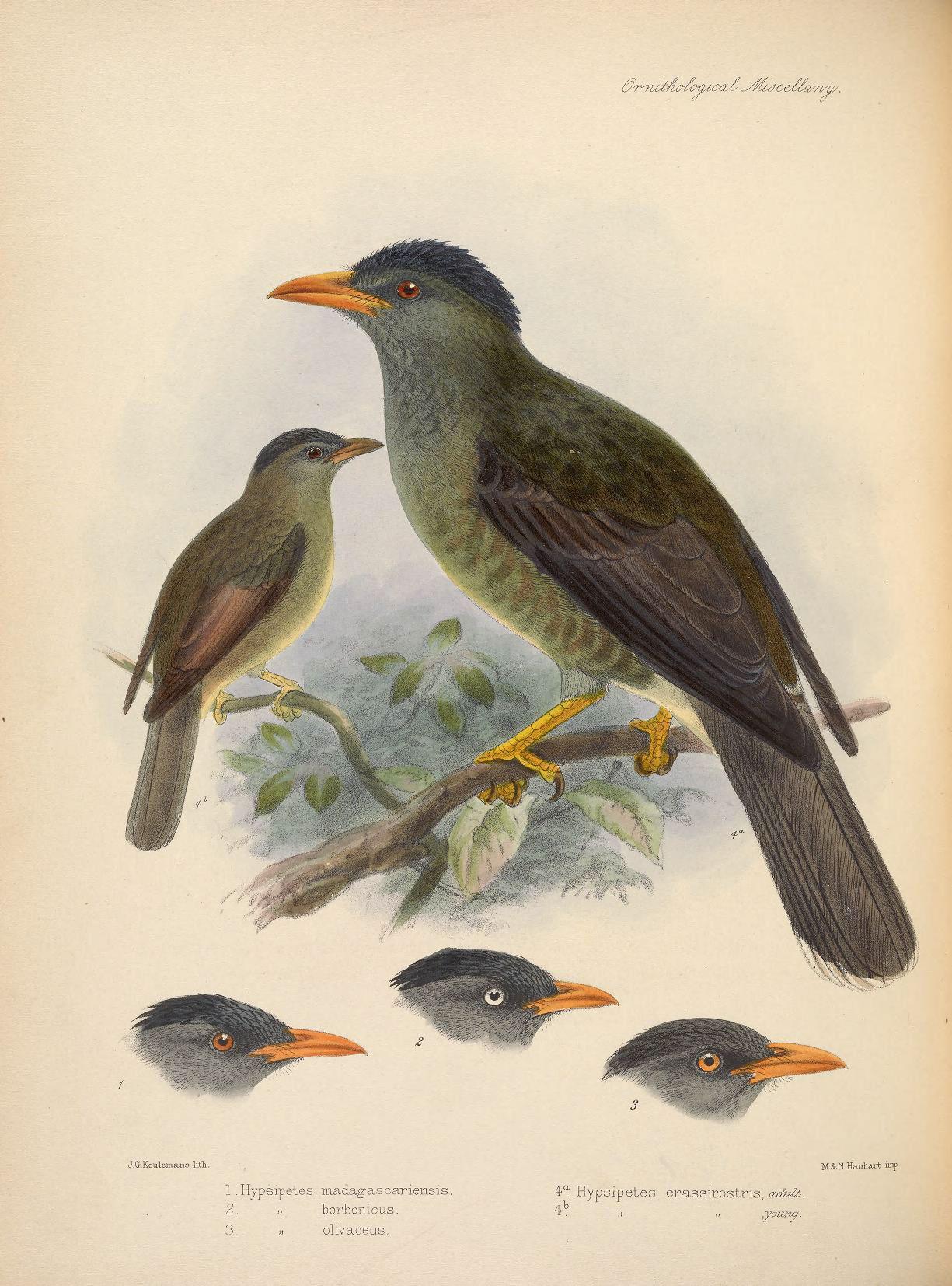
Маврикійська горована

Горована маврикійська (Hypsipetes olivaceus) — вид горобцеподібних птахів родини бюльбюлевих (Pycnonotidae). Ендемік Маврикію. Раніше вважалася підвидом реюньйонської горовани.

## Опис
Довжина птаха становить 24 см. Забарвлення птаха сіре, на голові чорний чуб. Очі жовто-карі, лапи рожеві, дзьоб оранжевий. Молоди птахи коричнюваті, дзьоб у них чорнуватий.

## Поширення і екологія
Маврикійські горовани є ендеміками Реюньйону. Вони живуть переважно у вологих рівнинних тропічних лісах, а також в сухих тропічних лісах і на плантаціях.

## Поведінка
Маврикійські горовани живляться комахами, насінням і плодами. Особливо вони полюбляють плоди інтродукованої Lantana camara

## Збереження
МСОП класифікує цей вид як вразливий. За оцінками дослідників, популяція маврикійських горован становить близько 840 птахів. Їм загрожує знищення природного середовища а також тиск з боку інвазивних видів тварин.